# Eurovision Song Contest 1972
Der Eurovision Song Contest 1972 war der 17. seit Beginn dieses Musikwettbewerbs, der alljährlich von der Eurovision seit 1956 veranstaltet wird. Er fand am 25. März 1972 in der Usher Hall in Edinburgh (Schottland) statt.

## Besonderheiten

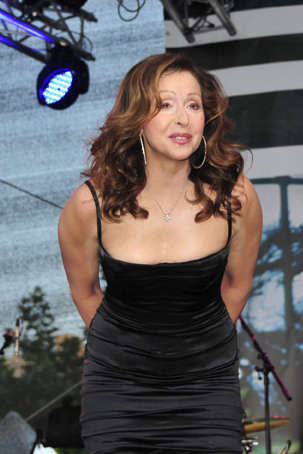
Vicky Leandros, Interpretin des Siegertitels, im Jahre 2008

Obwohl ein Jahr zuvor Monaco gewann und dieses Land somit das Recht besessen hätte, den Eurovision Song Contest auszurichten, sah man sich in Monte Carlo außerstande, eine derartig große Show zu produzieren. Somit sprang das Vereinigte Königreich nach 1960 und 1963 ein weiteres Mal ein. Vicky Leandros gewann für Luxemburg mit dem Titel Après toi (dt.: ‚Nach dir‘, als deutsche Version: Dann kamst du ), der von Mario Panas (Pseudonym für Leo Leandros) und Klaus Munro komponiert sowie von Yves Dessca und Klaus Munro getextet wurde.
Neben dem Ostblock (außer der DDR, die in weiten Teilen allerdings westdeutsches Fernsehen empfangen konnte) wurde der Wettbewerb von Hongkong, Japan, den Philippinen und Thailand übertragen.
Irlands Beitrag wurde zum ersten und bis jetzt einzigen Mal in irischer Sprache gesungen; die Sängerin Sandie Jones hatte damit jedoch wenig Erfolg.

## Teilnehmer

Teilnehmende Länder
Länder, die bereits an einem früheren ESC teilgenommen hatten, aber nicht im Jahr 1972

Wie im Vorjahr nahmen 18 Länder am Eurovision Song Contest 1972 in Edinburgh teil.

### Wiederkehrende Interpreten
| Land        | Interpret                   | Vorherige(s) Teilnahmejahr(e) |
| ----------- | --------------------------- | ----------------------------- |
| Belgien     | Claude Lombard (Begleitung) | 1968                          |
| Jugoslawien | Tereza Kesovija             | 1966 für Monaco               |
| Luxemburg   | Vicky Leandros              | 1967                          |
| Portugal    | Carlos Mendes               | 1968                          |
| Schweden    | Family Four                 | 1971                          |

### Dirigenten
The New Seekers war eine der ersten Bands, die beim Eurovision Song Contest auftraten. Sie wollten für ihren Auftritt ein vorher aufgenommenes Band mit den Gitarrenpart verwenden, was aber vom Veranstalter mit dem Hinweis auf die Fairness gegenüber den anderen Teilnehmern abgelehnt wurde. Somit musste David Mackay mit den Gitarristen der Band die Einsätze besonders üben. Jedes Lied wurde mit Live-Musik begleitet – folgende Dirigenten leiteten das Orchester bei dem jeweiligen Land:
- BR Deutschland – Paul Kuhn
- Frankreich – Franck Pourcel
- Irland – Colman Pearce
- Spanien – Augusto Algueró
- Vereinigtes Königreich – David Mackay
- Norwegen – Carsten Klouman
- Portugal – Richard Hill
- Schweiz – Jean-Pierre Festi
- Malta – Charles Camilleri
- Finnland – Ossi Runne
- Österreich – Erich Kleinschuster
- Italien – Gian Franco Reverberi
- Jugoslawien – Nikica Kalogjera
- Schweden – Mats Olsson
- Monaco – Raymond Bernard
- Belgien – Henri Segers
- Luxemburg – Klaus Munro
- Niederlande – Harry van Hoof

## Abstimmungsverfahren
Es galt fast das gleiche Abstimmungsverfahren wie im Vorjahr. Jedes Land schickte zwei Juroren zum Wettbewerb, einer über, der andere unter 25 Jahren. Die Juroren waren nicht im Veranstaltungssaal anwesend, sondern saßen in einem abgesonderten Raum. Die Jurys mussten jedem Lied Punkte geben: mindestens einen Punkt, höchstens fünf Punkte.

## Platzierungen
| Platz | Startnr. | Land                   | Interpret                          | Titel (M = Musik; T = Text)                                                    | Sprache        | Übersetzung                           | Punkte |
| ----- | -------- | ---------------------- | ---------------------------------- | ------------------------------------------------------------------------------ | -------------- | ------------------------------------- | ------ |
| 01.   | 17       | Luxemburg              | Vicky Leandros                     | Après toi M: Mario Panas, Klaus Munro; T: Yves Dessca, Klaus Munro             | Französisch    | Nach dir                              | 128    |
| 02.   | 05       | Vereinigtes Königreich | The New Seekers                    | Beg, Steal or Borrow M/T: Tony Cole, Steve Wolfe, Graeme Hall                  | Englisch       | Betteln, stehlen oder leihen          | 114    |
| 03.   | 01       | BR Deutschland         | Mary Roos                          | Nur die Liebe läßt uns leben M: Joachim Heider; T: Joachim Relin               | Deutsch        | —                                     | 107    |
| 04.   | 18       | Niederlande            | Sandra & Andres                    | Als het om de liefde gaat M: Dries Holten; T: Hans van Hemert                  | Niederländisch | Als wenn es um die Liebe geht         | 106    |
| 05.   | 11       | Österreich             | Milestones                         | Falter im Wind M: Richard Schönherz, Manuel Rigoni; T: Heinz Rudolf Unger      | Deutsch        | —                                     | 100    |
| 06.   | 12       | Italien                | Nicola Di Bari                     | I giorni dell’arcobaleno M: Piero Pintucci, Nicola Di Bari; T: Dalmazio Masini | Italienisch    | Die Tage des Regenbogens              | 092    |
| 07.   | 07       | Portugal               | Carlos Mendes                      | A festa da vida M: José Calvário; T: José Niza                                 | Portugiesisch  | Die Feier des Lebens                  | 090    |
| 08.   | 08       | Schweiz                | Véronique Müller                   | C’est la chanson de mon amour M: Véronique Müller; T: Catherine Desage         | Französisch    | Das ist das Lied meiner Liebe         | 088    |
| 09.   | 13       | Jugoslawien            | Tereza Kesovija                    | Muzika i ti M: Nikica Kalogjera; T: Ivica Krajač                               | Kroatisch      | Die Musik und du                      | 087    |
| 10.   | 04       | Spanien                | Jaime Morey                        | Amanece M: Augusto Algueró; T: Ramón Arcusa                                    | Spanisch       | Es bricht an                          | 083    |
| 11.   | 02       | Frankreich             | Betty Mars                         | Comé-comédie M/T: Frédéric Botton                                              | Französisch    | Komö-Komödie                          | 081    |
| 12.   | 10       | Finnland               | Päivi Paunu und Kim Floor          | Muistathan M: Juha Flinck, Nacke Johansson; T: Juha Flinck                     | Finnisch       | Erinnerst du dich?                    | 078    |
| 13.   | 14       | Schweden               | Family Four                        | Härliga sommardag M/T: Håkan Elmquist                                          | Schwedisch     | Herrlicher Sommertag                  | 075    |
| 14.   | 06       | Norwegen               | Grethe Kausland und Benny Borg     | Småting M/T: Kåre Grøttum, Ivar Børsum                                         | Norwegisch     | Kleinigkeiten                         | 073    |
| 15.   | 03       | Irland                 | Sandie Jones                       | Ceol an ghrá M: Joe Burkett; T: Liam MacUistín                                 | Irisch         | Die Musik der Liebe                   | 072    |
| 16.   | 15       | Monaco                 | Anne-Marie Godart und Peter McLane | Comme on s’aime M: Raymond Bernard; T: Jean Drejac                             | Französisch    | Wie wir uns lieben                    | 065    |
| 17.   | 16       | Belgien                | Serge & Christine Ghisoland        | À la folie ou pas du tout M: Daniël Nelis, Bob Milan; T: Daniël Nelis          | Französisch    | Leidenschaftlich oder überhaupt nicht | 055    |
| 18.   | 09       | Malta                  | Helen & Joseph                     | L’imħabba M: Charles Camilleri; T: Albert Cassola                              | Maltesisch     | Liebe                                 | 048    |

## Punktevergabe
| Land | Abstimmungsergebnisse | Abstimmungsergebnisse | Abstimmungsergebnisse | Abstimmungsergebnisse | Abstimmungsergebnisse | Abstimmungsergebnisse | Abstimmungsergebnisse | Abstimmungsergebnisse | Abstimmungsergebnisse | Abstimmungsergebnisse | Abstimmungsergebnisse | Abstimmungsergebnisse | Abstimmungsergebnisse | Abstimmungsergebnisse | Abstimmungsergebnisse | Abstimmungsergebnisse | Abstimmungsergebnisse | Abstimmungsergebnisse | Abstimmungsergebnisse |
| Land | Punkte                | DE                    | FR                    | IE                    | ES                    | UK                    | NO                    | PT                    | CH                    | MT                    | FI                    | AT                    | IT                    | YU                    | SE                    | MC                    | BE                    | LU                    | NL                    |
| --- | --------------------- | --------------------- | --------------------- | --------------------- | --------------------- | --------------------- | --------------------- | --------------------- | --------------------- | --------------------- | --------------------- | --------------------- | --------------------- | --------------------- | --------------------- | --------------------- | --------------------- | --------------------- | --------------------- |
| Deutschland | 107                   |                       | 8                     | 6                     | 9                     | 5                     | 6                     | 6                     | 5                     | 4                     | 5                     | 5                     | 7                     | 5                     | 8                     | 8                     | 7                     | 7                     | 6                     |
| Frankreich | 081                   | 5                     |                       | 5                     | 2                     | 9                     | 7                     | 2                     | 3                     | 5                     | 4                     | 2                     | 3                     | 5                     | 2                     | 6                     | 7                     | 8                     | 6                     |
| Irland | 072                   | 4                     | 3                     |                       | 4                     | 4                     | 6                     | 4                     | 3                     | 6                     | 3                     | 4                     | 3                     | 3                     | 5                     | 5                     | 4                     | 6                     | 5                     |
| Spanien | 083                   | 7                     | 5                     | 5                     |                       | 3                     | 8                     | 6                     | 3                     | 4                     | 4                     | 5                     | 3                     | 2                     | 7                     | 8                     | 3                     | 5                     | 5                     |
| Vereinigtes Königreich                                                                                                 | 114                   | 8                     | 9                     | 6                     | 2                     |                       | 10                    | 4                     | 8                     | 2                     | 7                     | 7                     | 7                     | 9                     | 6                     | 9                     | 4                     | 8                     | 8                     |
| Norwegen | 073                   | 4                     | 3                     | 6                     | 5                     | 4                     |                       | 5                     | 2                     | 5                     | 7                     | 3                     | 2                     | 5                     | 4                     | 4                     | 4                     | 6                     | 4                     |
| Portugal | 090                   | 3                     | 4                     | 7                     | 7                     | 4                     | 2                     |                       | 6                     | 5                     | 2                     | 4                     | 9                     | 4                     | 7                     | 4                     | 7                     | 10                    | 5                     |
| Schweiz | 088                   | 4                     | 5                     | 6                     | 5                     | 4                     | 7                     | 2                     |                       | 4                     | 7                     | 8                     | 5                     | 5                     | 4                     | 6                     | 4                     | 7                     | 5                     |
| Malta | 048                   | 3                     | 2                     | 4                     | 2                     | 6                     | 2                     | 2                     | 2                     |                       | 5                     | 2                     | 2                     | 2                     | 3                     | 3                     | 2                     | 2                     | 4                     |
| Finnland | 078                   | 4                     | 3                     | 3                     | 6                     | 5                     | 6                     | 4                     | 3                     | 3                     |                       | 3                     | 3                     | 4                     | 4                     | 5                     | 8                     | 6                     | 8                     |
| Österreich | 100                   | 6                     | 6                     | 6                     | 6                     | 3                     | 5                     | 5                     | 7                     | 5                     | 4                     |                       | 6                     | 8                     | 10                    | 5                     | 4                     | 5                     | 9                     |
| Italien | 092                   | 4                     | 5                     | 3                     | 2                     | 3                     | 6                     | 7                     | 9                     | 6                     | 6                     | 6                     |                       | 4                     | 8                     | 6                     | 6                     | 6                     | 5                     |
| Jugoslawien | 087                   | 7                     | 4                     | 5                     | 8                     | 5                     | 4                     | 5                     | 2                     | 4                     | 3                     | 3                     | 2                     |                       | 4                     | 9                     | 8                     | 8                     | 6                     |
| Schweden | 075                   | 5                     | 3                     | 5                     | 3                     | 3                     | 5                     | 4                     | 2                     | 4                     | 5                     | 4                     | 3                     | 7                     |                       | 5                     | 7                     | 5                     | 5                     |
| Monaco | 065                   | 4                     | 3                     | 4                     | 3                     | 5                     | 6                     | 2                     | 2                     | 5                     | 5                     | 3                     | 3                     | 4                     | 3                     |                       | 4                     | 4                     | 5                     |
| Belgien | 055                   | 2                     | 3                     | 4                     | 2                     | 5                     | 2                     | 3                     | 3                     | 5                     | 4                     | 2                     | 3                     | 2                     | 2                     | 4                     |                       | 6                     | 3                     |
| Luxemburg | 128                   | 9                     | 8                     | 9                     | 2                     | 10                    | 8                     | 7                     | 6                     | 4                     | 6                     | 8                     | 9                     | 10                    | 8                     | 7                     | 8                     |                       | 9                     |
| Niederlande | 106                   | 6                     | 6                     | 8                     | 8                     | 9                     | 8                     | 5                     | 6                     | 3                     | 9                     | 6                     | 3                     | 9                     | 6                     | 5                     | 2                     | 7                     |                       |
| Die Tabelle ist senkrecht nach der Auftrittsreihenfolge geordnet, waagerecht nach der chronologischen Punkteverlesung. |                       |                       |                       |                       |                       |                       |                       |                       |                       |                       |                       |                       |                       |                       |                       |                       |                       |                       |                       |